# 봉화 법전 강씨종택
봉화 법전 강씨종택(奉化 法田 姜氏宗宅)은 대한민국 경상북도 봉화군 법전면 척곡리에 있는 조선시대의 건축물이다. 1982년 12월 1일 경상북도의 민속문화재 제40호로 지정되었다.

## 개요
조선 인조 14년(1636) 병자호란이 억울하게 끝나자 도은 강각(姜恪) 선생이 형인 강흡(姜洽) 선생과 함께 법전 양촌에 은거하며 절개를 지키던 곳으로 일명 ‘도은구택’이라고도 한다. 영조 46년(1798)에 수리하였으며, 60여 년 전에 다시 고쳤다.
사랑채와 안채가 튼 ㅁ자형으로 배치되어 있으며, 떨어져 나간 부분이 많다. ㅁ자형의 살림집에 안채와 사랑채가 있고, 그 왼쪽에 재실과 사당이 있다.
안채는 가장 오래된 건물로 사랑채보다 높은 곳에 있다. 대청을 중심으로 왼쪽에 윗방·안방·부엌이 사랑채를 향하여 있으며, 부엌 왼쪽은 다락으로 꾸며 안방에서 통하게 하였다. 오른쪽에는 광과 그 앞에 작은사랑방, 누마루를 놓아 작은사랑 공간을 형성하였다.
사랑채는 안채보다 나중에 세운 것으로 보이며, 안채 앞에 一자형으로 놓여 있다. 왼쪽부터 문간방·대문간이 있고, 큰사랑 공간으로 온돌방 2칸과 마루를 놓았다. 마루는 주인이 손님을 맞거나 일상생활을 하는 곳으로 쓰이고 있다.
재청은 뒤쪽에 온돌방과 마루방이 있고, 앞쪽에는 개방된 마루를 놓았으며, 전면에서 양측면의 툇마루까지 난간을 둘렀다.
이곳은 60여 년전에 수리하여 보존 상태가 비교적 양호하나 원형은 일부분 없어진 것으로 생각된다.

## 세부 내역
| 번호   | 사진 | 명칭              | 소재지                         | 관리자 (단체) | 지정일               | 참조 |
| 40-1호 |      | 사랑채 (사랑채)   | 경북 봉화군 법전면 척곡리 1165 | 강신중        | 1982년 12월 1일 지정 |      |
| 40-2호 |      | 안채 (안채)       | 경북 봉화군 법전면 척곡리 1165 | 강신중        | 1982년 12월 1일 지정 |      |
| 40-3호 |      | 제청 (제청)       | 경북 봉화군 법전면 척곡리 1165 | 강신중        | 1982년 12월 1일 지정 |      |
| 40-4호 |      | 사당채1 (사당채1) | 경북 봉화군 법전면 척곡리 1165 | 강신중        | 1982년 12월 1일 지정 |      |
| 40-5호 |      | 사당채2 (사당채2) | 경북 봉화군 법전면 척곡리 1165 | 강신중        | 1982년 12월 1일 지정 |      |

## 참고 자료
- 봉화 법전 강씨종택 - 국가유산청 국가유산포털